# Slant Magazine
Slant Magazine je internetový časopis, založený v roce 2001, který přináší recenze a hodnocení z hudby, divadla, filmu, televizních pořadů, DVD či videoher. Vytváří také rozhovory s umělci a referuje o filmových festivalech.
Hudební tematika se zpočátku orientovala především na pop music. Následně se zvýšil podíl nezávislé hudby a country. Od počátku války v Iráku se obsah více věnoval politickým otázkám a souvislostem, což vyústilo do založení samostatné politické sekce.
A. O. Scott z deníku The New York Times popsal magazín jako „zásobárnu vášnivých a často pichlavých popkulturních analýz“.
Systémy hodnocení
Časopis používá dvě škály hodnocení:
- filmy a televizní pořady jsou hodnoceny na tradiční čtyřhvězdičkové stupnici –
- hudební alba, DVD a videohry jsou hodnoceny na pětihvězdičkové stupnici –